# Torre-castillo de los Señores
La torre-castillo de los Señores se encuentra en la localidad zaragozana, Aragón (España), de Godojos.

## Historia
Existe constancia de la existencia de una fortaleza en Godojos en el año 1278 cuando Pedro III de Aragón encargó su defensa a Lorenzo Martínez de Artieda. A finales del siglo XIII pasó a pertenecer al señorío de la familia Heredia y en esa época se construyó la torre fuerte señorial que ha llegado hasta nuestros días sobre los restos de la fortificación preexistente y de la que ha quedado la cerca que rodea el castillo.

## Descripción
La torre a la que hacemos referencia es un volumen de planta rectangular de unos once metros por siete. Está construida con piedras de sillería muy bien trabajadas. Consta de tres alturas y en la primera está la puerta de acceso con arco apuntado adovelado de arenisca rojiza. en las plantas superiores hay sendos pares de ventanas, unas geminadas con arcos trilobulados y parteluces perdidos, y otras conopiales. el resto de los muros apenas presentan aberturas. Remata la torre un matacán continuo muy bien conservado con ménsulas de cuádruple modillón unidos por arcos semicirculares. Sobre ellos emergen las almenas de perfil escalonado con una saetera en el eje de cada una de ellas. Al pie del cerro hay una sala, que conserva dos arcos fajones apuntados. Rodeando la torre existía una pequeña muralla ovalada de la que quedan algunos restos.